# Florencio Roselló Avellanas

Wappen von Florencio Roselló Avellanas

Florencio Roselló Avellanas OdeM (* 10. Januar 1962 in Alcorisa, Provinz Teruel) ist ein spanischer Ordensgeistlicher und römisch-katholischer Erzbischof von Pamplona y Tudela.

## Leben
Florencio Roselló Avellanas besuchte ab 1973 das Knabenseminar der Ordensgemeinschaft der Mercedarier, in der er am 10. August 1979 mit der Einkleidung das Noviziat begann. Er legte am 15. August 1980 die erste und am 7. Dezember 1985 die ewige Profess ab. Zuvor hatte er Philosophie und Theologie in Valencia und Barcelona studiert. Seine Studien schloss er mit dem Lizenziat am Ateneu Universitari Sant Pacià in Barcelona ab. Neben den kirchlichen Fächern studierte er auch Musiktheorie und Klavier. Ramón Daumal Serra, Weihbischof in Barcelona, spendete ihm am 21. Dezember 1985 in der Mercedarierkirche von Barcelona die Diakonenweihe. Das Sakrament der Priesterweihe empfing er am 24. August 1986 in seinem Geburtsort Alcorisa durch den Bischof von Teruel y Albarracín, Antonio Ángel Algora Hernando.
Nach der Priesterweihe war er zunächst Kaplan der Pfarrei Nuestra Señora del Puig in Valencia und anschließend von 1987 bis 1994 Gefängnisseelsorger in Castelló de la Plana. Von 1994 bis 2003 war er Gefängnisseelsorger in Alicante und Verantwortlicher für die Gefängnisseelsorge im Bistum Orihuela-Alicante, in dem er von 1997 bis 2001 auch dem Priesterrat angehörte. Von 1997 bis 2003 war er zudem Superior des Mercedarierkonvents in Elche und von 2000 bis 2003 Provinzialrat seiner Gemeinschaft. Von 2003 bis 2015 war er Provinzial der Ordensprovinz von Aragonien. Ab 2015 war er Superior des Ordensniederlassung in Castelló de la Plana sowie erneut Gefängnisseelsorger. Außerdem war er seither bei der Spanischen Bischofskonferenz Direktor der Abteilung für Gefängnisseelsorge. Von 2015 bis 2019 gehörte er dem Pastoralrat des Bistums an und von 2019 bis 2021 koordinierte er die Gefängnisseelsorgeausbildung.
Papst Franziskus ernannte ihn am 9. November 2023 zum Erzbischof von Pamplona y Tudela. Die Bischofsweihe spendete ihm der Erzbischof von Barcelona, Juan José Kardinal Omella Omella, am 27. Januar des folgenden Jahres in der Kathedrale von Pamplona. Mitkonsekratoren waren sein Amtsvorgänger Francisco Pérez González und der Bischof von Segorbe-Castellón de la Plana, Casimiro López Llorente.